# تاکی‌کاردی بطنی
تندتپشی بطنی (ventricular tachycardia) ضرب‌آهنگ تند نابهنجار بیش از ۱۵۰ ضربان در دقیقه که از بطن قلب سرچشمه می‌گیرد و عموماً با گسستگی دهلیزی ـ بطنی همراه است.
اگرچه ممکن است چند ثانیه مشکلی ایجاد نکند، سیکل‌های طولانی‌تر خطرناک است. سیکل‌های کوتاه مدت ممکن است بدون علائم رخ دهد، یا با سرگیجه، تپش قلب یا درد در قفسه سینه همراه باشد. تاکی کاردی بطنی ممکن است منجر به فیبریلاسیون بطنی شود و به مرگ ناگهانی تبدیل گردد.